# 大抜亮祐
大抜 亮祐（おおぬき りょうすけ、1988年7月2日 - ）は、大阪府堺市出身の元プロ野球選手（投手）。右投右打。現在は読売ジャイアンツの打撃投手。プロでは育成選手であった。

## 来歴・人物
岐阜県の中京高等学校に進学し、3年春は東海大会ベスト4、夏の県大会ではベスト8。
2006年のドラフト会議にてに巨人から育成ドラフト7巡目で指名され入団。同期の高森勇気も、高校生ドラフト4巡目で横浜から指名され入団している。のちに同期の池ノ内亮介も広島東洋カープに指名される。
2009年10月30日、自由契約公示され、引退。同年11月12日から巨人の打撃投手を務める。

## 選手としての特徴
長身からの角度のあるストレートに、変化球のキレ、コントロールの良さなどにバランスの取れた選手だった。

## 詳細情報

### 年度別投手成績
- 一軍公式戦出場なし

### 背番号
- 110 （2007年 - 2009年）
- 09 （2010年）
- 207 （2011年 - ）